# Serrone
Serrone (Jo Seróne in dialetto locale) è un comune italiano di 2 929 abitanti della provincia di Frosinone nel Lazio.

## Geografia fisica

### Territorio
Il territorio del comune si trova ai piedi del Monte Scalambra all'interno della catena montuosa dei monti Ernici nell'appennino centrale. Ci sono alcune zone di collina soprattutto in vicinanza col comune di Paliano.

### Clima
Classificazione climatica: zona E, 2566 GR/G
In prevalenza è presente il clima continentale, con inverni rigidi e freddi ed estati calde.

## Origini del nome
Serrone è fatto risalire all'antico nome "serroni", che evoca i dorsi rocciosi e accidentati dell'appennino centrale che caratterizzano i pendii e le falde del Monte Scalambra su cui, a metà costa, sorse il nucleo originario del paese.

## Storia
Il territorio di Serrone fu abitato in epoca preromana dagli Ernici che, a difesa della città sacra di Anagni, vi stabilirono un villaggio fortificato in località Lesca. Il controllo rimase loro sino al 306 a.C., quando passò sotto la dominazione romana.
Nel periodo imperiale, numerose ville romane sorsero, come testimoniano i resti risalenti al III secolo d.C., rinvenuti in località Grotte.
Il primo insediamento sulle falde del Monte Scalambra, su cui si erge Serrone, fu favorito dalla presenza di importanti vie di comunicazione, civili e militari, che collegavano la capitale dell'impero con Trevi nel Lazio, Subiaco e Vallepietra. A partire dal VI secolo, sulle pendici del Monte Scalambra, sorse il primo nucleo abitato fortificato.
Alla caduta dell'Impero romano d'Occidente (476), Serrone passò sotto il controllo degli Eruli fino al 493, quando Teodorico, re degli Ostrogoti, sconfisse l'erulo Odoacre e portò Serrone sotto la dominazione ostrogota sino al 553. Dopo la morte di Teodorico, avvenuta nel 526, scoppiò in Italia la guerra gotico-bizantina (535-553), che durò fin a quando Belisario, generale dell'imperatore bizantino Giustiniano, conquistò l'area, che quindi passò, secondo il geografo Giorgio Ciprio, all'eparchia di Campania.
Nel 756, il territorio passò, grazie alle donazioni del re dei Franchi, Carlo Magno, al Papa, costituendo quindi insieme ad altri territori il primo nucleo dello Stato della Chiesa. Nel X secolo, il territorio era sotto la giurisdizione dei monaci benedettini di Subiaco. Nel 1348, ci fu un'epidemia di peste nella zona. Nel 1378, papa Gregorio XI concesse Serrone, come feudo, ai Conti di Segni. Nel 1427, si formò la signoria della famiglia Colonna, che culminerà, nel 1569, nell'istituzione del principato di Paliano (ducato di Paliano), comprendente anche Serrone. Il lungo periodo di pace fu interrotto nel 1799, con l'arrivo di Napoleone Bonaparte, che incluse Serrone nella Repubblica Romana. Successivamente, il paese, insieme a Piglio e a Paliano, venne incluso nel distretto di Tivoli. L'unificazione del 1870 portò Serrone a far parte del circondario di Frosinone, provincia di Roma.
Il 2 gennaio 1927, per regio decreto, Serrone passò dalla provincia di Roma alla neocostituita provincia di Frosinone, rientrando nel mandamento di Paliano.

## Monumenti e luoghi d'interesse

### Architetture civili/militari
- Rocca Torre dei Colonna. Attualmente inserita nel Parco della Rocca di Torre Colonna, il monumento diventato il simbolo della città ed inserito nella Rete Regionale delle dimore, parchi e giardini della Regione Lazio.

### Architetture religiose
Chiesa di San Pietro Apostolo.
Non si conosce l'epoca in cui fu edificata la Chiesa di San Pietro Apostolo questo a causa della mancanza di annali andati perduti dopo una serie di incendi. Solo grazie alla visita pastorale del 1754 si è venuti a conoscenza che già nel 1192 la chiesa era esistente e soggetta al vescovo di Palestrina (sede suburbicaria di Palestrina). La chiesa ha subito un profondo restauro e più volte ricostruita venne infatti ampliata e restaurata proprio dai suoi abitanti nel 1600.
Eremo di San Michele Arcangelo.
L'eremo è poggiato quasi a scivolare su un costone roccioso, a quota 1100 metri s.l.m. È un'ottima area di sosta per chi, seguendo i sentieri, vuole scalare a piedi il monte Scalambra. Dal paese infatti, in due ore, si può arrivare in vetta senza perdersi. Si può visitare l'eremo all'interno, a richiesta, restando sorpresi dalla bellezza di questo luogo che sembra quasi scavato nella roccia.
Chiostro benedettino di San Michele Arcangelo.
Il chiostro benedettino di "San Michele Arcangelo" risale al 600. Si narra sia stato fondato da San Benedetto in persona ritiratosi in contemplazione sotto il costone roccioso che lo sovrasta in compagnia di tre corvi che gli avevano indicato il cammino. L'eremo fu restaurato nel 1758. Ancora oggi è visibile nella roccia l'impronta, che secondo la leggenda, apparterrebbe al diavolo dopo una caduta dal costone per una efferata lotta con il santo Michele. Successivamente fu dedicata al santo Michele Arcangelo divenuto patrono .
Chiesa di San Quirico.
La chiesa di San Quirico, risale al 1600 e venne eretta per i frati zoccolanti o francescani. Nel marzo del 1650, nella chiesa accadde un grave fatto circondato da un alone di mistero poiché nessun documento chiarisce cosa avvenne. È noto solo che fu interdetto e sconsacrata e solo successivamente fu benedetta. La chiesa è semplice, ma caratteristica, ed è uno dei luoghi da visitare insieme alla piccola frazione stessa, immersa nella campagna.
Chiesa del Sacro Cuore.
La chiesa vecchia del Sacro Cuore è del 1788 e venne costruita per la piccola comunità venutasi a formare lungo la sorgente d'acqua di La Forma dove, nel 1859, fu istituita la "Confraternita dell'Addolorata".

## Società

### Evoluzione demografica
Abitanti censiti

## Cultura

### Musei
Il museo del costume del comune di Serrone si trova nella parte alta della cittadina. In esso sono conservati i costumi teatrali realizzati da Beatrice Minori nel corso della sua attività di sarta della RAI TV e sarta personale di Eduardo De Filippo, oltre che collaboratrice di importanti registi italiani. Beatrice Minori ha voluto donare al suo paese i costumi teatrali di scena, tutti originali e indossati da illustri personaggi dello spettacolo come Eduardo, Vittorio Gassman, Beppe Barra per interpretare personaggi famosi come Masaniello, Filumena Marturano, Notre Dame de Paris.
I costumi sono disposti su appositi manichini disposti nelle diverse sale del museo.
La mostra colpisce favorevolmente anche per la cura e la maestria con cui sono disposti i costumi, opportunamente commentati, e la qualità dei tessuti. Sembra che si possa toccare con mano la storia del teatro italiano e gli attori che lo rappresentarono. Da Machiavelli a Pirandello, passando per Goldoni e Shakespeare.

### Cucina
Nel comune di Serrone vengono prodotti vini di alto livello riconosciuti sia a livello nazionale che internazionale, in particolare quelli regolamentati dal disciplinare Cesanese del Piglio DOCG che sono tutti vini a Denominazione di origine controllata (DOP).
Riconosciuta ed istituita il 27 ottobre 2023 per le “patacche” la denominazione comunale di origine (De.Co.) sulla base del progetto “Origine Comune” promosso da Anci Lazio, quale prodotto bandiera ed identitario del Comune di Serrone.
Le patacche sono una ricetta tipica del territorio Serronese, vengono servite al sugo di castrato e pecorino locale. Le patacche sono un tipo di pasta fatto a mano realizzata unendo farina 00, semola di grano duro, albume d'uovo e acqua. Una volta stesa, viene tagliata a strisce irregolari di media lunghezza.

## Economia
L'economia del comune di Serrone è prevalentemente agricola (settore primario) mentre l'industria (settore secondario) è assente. Nel comune è molto sviluppato il settore terziario cioè il turismo grazie soprattutto alla nomina che il territorio ha nel produrre ed esportare vini di eccellenza a livello nazionale ed internazionale.
Di seguito la tabella storica elaborata dall'Istat a tema Unità locali, intesa come numero di imprese attive, ed addetti, intesi come numero di addetti delle imprese locali attive (valori medi annui).
|           | 2015                  |                              |                            |                |                       |                     | 2014                  |                | 2013                  |                |
| --------- | --------------------- | ---------------------------- | -------------------------- | -------------- | --------------------- | ------------------- | --------------------- | -------------- | --------------------- | -------------- |
|           | Numero imprese attive | % Provinciale Imprese attive | % Regionale Imprese attive | Numero addetti | % Provinciale Addetti | % Regionale Addetti | Numero imprese attive | Numero addetti | Numero imprese attive | Numero addetti |
| Serrone   | 164                   | 0,49%                        | 0,04%                      | 362            | 0,34%                 | 0,02%               | 174                   | 373            | 175                   | 345            |
| Frosinone | 33.605                |                              | 7,38%                      | 106.578        |                       | 6,92%               | 34.015                | 107.546        | 35.081                | 111.529        |
| Lazio     | 455.591               |                              |                            | 1.539.359      |                       |                     | 457.686               | 1.510.459      | 464.094               | 1.525.471      |

Nel 2015 le 164 imprese operanti nel territorio comunale, che rappresentavano lo 0,49% del totale provinciale (33.605 imprese attive), hanno occupato 362 addetti, lo 0,34% del dato provinciale; in media, ogni impresa nel 2015 ha occupato due addetti (2,21).

## Geografia antropica

### Frazioni
Serrone possiede due frazioni
Sono le seguenti:
- La Forma
- San Quirico

## Amministrazione
Nel 1927, a seguito del riordino delle circoscrizioni provinciali stabilito dal regio decreto n. 1 del 2 gennaio 1927, per volontà del governo fascista, quando venne istituita la provincia di Frosinone, Serrone passò dalla provincia di Roma a quella di Frosinone.
| Periodo        | Periodo        | Primo cittadino    | Partito                        | Carica  | Note |
| -------------- | -------------- | ------------------ | ------------------------------ | ------- | ---- |
| 27 maggio 2003 | 26 maggio 2013 | Maurizio Proietto  | lista civica Lista Girasole    | Sindaco |      |
| 27 maggio 2013 | 10 giugno 2018 | Natale Nucheli     | lista civica Insieme           | Sindaco |      |
| 11 giugno 2018 | in carica      | Giancarlo Proietto | lista civica Uniti per Serrone | Sindaco |      |

### Altre informazioni amministrative
- Fa parte della comunità montana Monti Ernici
- Il comune di Serrone è stato il primo comune del Lazio a ricevere la bandiera gialla "Comune ciclabile" della FIAB.[6]